# Ryan White (Eishockeyspieler)
Ryan Kenneth White (* 17. März 1988 in Brandon, Manitoba) ist ein ehemaliger kanadischer Eishockeyspieler und derzeitiger -trainer. Der rechte Flügelstürmer bestritt zwischen 2009 und 2017 über 300 Partien für vier Teams in der National Hockey League (NHL).

## Karriere
Ryan White begann seine Karriere als Eishockeyspieler bei den Calgary Hitmen, für die er von 2004 bis 2008 in der kanadischen Juniorenliga Western Hockey League aktiv war. In den Spielzeiten 2006/07 und 2007/08 wurde er in das erste bzw. das zweite All-Star Team der Eastern Conference der WHL gewählt. Während seiner Zeit bei den Calgary Hitmen wurde der Flügelspieler im NHL Entry Draft 2006 in der dritten Runde als insgesamt 66. Spieler von den Canadiens de Montréal ausgewählt. Für deren Farmteam Hamilton Bulldogs steht er seit der Saison 2008/09 regelmäßig in der American Hockey League auf dem Eis. In der Saison 2009/10 gab der Kanadier zudem sein Debüt für die Canadiens de Montréal in der National Hockey League, als er in 16 Spielen zwei Tore vorbereitete.
In der Saison 2010/11 spielte White parallel für die Canadiens de Montréal in der NHL und die Hamilton Bulldogs in der AHL. Nach sechs Jahren in der Organisation der Canadiens wurde sein Vertrag nicht verlängert, sodass er sich im August 2014 den Philadelphia Flyers anschloss. Dort erhielt er nach der Saison 2015/16 keinen neuen Kontrakt, sodass er sich als Free Agent den Arizona Coyotes für ein Jahr verpflichtete. Im Februar 2017 wurde er im Zuge des beginnenden Neuaufbaus des Kaders der Coyotes mit Martin Hanzal und einem Viertrunden-Wahlrecht im NHL Entry Draft 2017 an die Minnesota Wild abgegeben. Im Gegenzug erhielt Arizona Grayson Downing, ein Erstrunden-Wahlrecht im selben Draft, ein Zweitrunden-Wahlrecht im NHL Entry Draft 2018 sowie ein Viertrunden-Wahlrecht im NHL Entry Draft 2019.
Nach dem Ende der Saison wurde der Vertrag des Flügelstürmers seitens der Wild jedoch nicht verlängert, woraufhin der Free Agent zwischen August und November 2017 Probeverträge der Vancouver Canucks und Boston Bruins annahm. Diese mündeten allerdings nicht in einem festen Engagement, so dass er Mitte November 2017 von den San Diego Gulls aus der AHL verpflichtet wurde, ebenfalls auf Probe. Dort war er bis Februar 2018 aktiv, bis er schließlich von den Iowa Wild fest verpflichtet wurde. Nach Vertragsende schloss White sich Ende Oktober 2018 dem Ligakonkurrenten Manitoba Moose an, bei denen er in der Folge zwei Jahre aktiv war. Anschließend ließ er seine aktive Karriere in der Spielzeit 2020/21 bei den Wichita Thunder in der ECHL ausklingen.
Zur Spielzeit 2021/22 wurde er als Assistenztrainer der Winkler Flyers aus der Manitoba Junior Hockey League (MJHL) vorgestellt, einer regionalen Nachwuchsliga.

## Erfolge und Auszeichnungen
- 2006 Teilnahme am CHL Top Prospects Game
- 2007 WHL East First All-Star Team
- 2008 WHL East Second All-Star Team

### International
- 2005 Goldmedaille bei der World U-17 Hockey Challenge

## Karrierestatistik

### International
Vertrat Kanada bei:
- World U-17 Hockey Challenge 2005

(Legende zur Spielerstatistik: Sp oder GP = absolvierte Spiele; T oder G = erzielte Tore; V oder A = erzielte Assists; Pkt oder Pts = erzielte Scorerpunkte; SM oder PIM = erhaltene Strafminuten; +/− = Plus/Minus-Bilanz; PP = erzielte Überzahltore; SH = erzielte Unterzahltore; GW = erzielte Siegtore; 1 Play-downs/Relegation; Kursiv: Statistik nicht vollständig)